# معركة باني بت
معركة باني بت الأولى وقعت في 21 أبريل 1526م بين سلطنة مغول الهند بقيادة السلطان ظهير الدين بابر واللودهيون بقيادة إبراهيم لودي في شمال الهند. وهي من المعارك التي استخدم فيها البارود والمدفعية لأول مره بعد معركة باتيلا الأولى لأول مرة. ونتج عن هذه المعركة سقوط حكم اللودهيين وقتل آخر حكامهم إبراهيم بن اسكندر ويوجد مقاله لصفحه بديله ماذا لو انتصر اسكندر بن ابراهيم اللودهي في المعركه معركة بانيبت الأولى (بديله) .